# Talen in Duitsland

-- HET DUITSE TAALGEBIED --
De verspreiding van het Duits in West- en Midden-Europa

Het Duits is de enige officiële taal van Duitsland, door meer dan 95% van de autochtone bevolking als eerste taal gebruikt, en door ca. 75% van de totale bevolking. Daarnaast worden er nog tal van andere talen gesproken. Deze zijn te onderscheiden in minderheids- en immigrantentalen. Geschat wordt dat ca. 15 miljoen mensen, een allochtone eerste taal hebben, en dat is een vijfde deel van de totale bevolking. 

## Erkende autochtone minderheidstalen
- Noord-Fries (0,01%)
- Deens (0,06%)
- Sorbisch (0,09%)
- Saterfries

Erkende autochtone streektaal (dialect):
- Plat- of Nederduits, ook wel Nedersaksisch (onder deze naam ook in Nederland als streektaal erkend) in een grote geografisch bepaalde variatie.

## Andere talen
Niet-erkende streektalen die ook een andere cultuurtaal dan het Duits zouden kunnen hebben:
- Nederlands, in de zogeheten beneden-Nederrijn, vanaf de grens met Nederland bij Kleef doorlopend langs de Rijn tot aan Duisburg, met plaatsen als Duisburg, Emmerik, Geldern, Kalkar, Kleef, Kevelaer, Moers, Wesel en Xanten. Het Kleverlandse dialect is een Nederfrankisch (Nederlands) dialect, zeer verwant aan het Zuid-Gelders.
- Limburgs ten oosten van de grens met Nederlands Limburg ongeveer van Venlo tot Sittard doorlopend tot even over de rechter Rijnoever, waar het Bergisch genoemd wordt. In deze zogeheten Midden-Nederrijn liggen plaatsen als Düsseldorf, Krefeld, Mönchengladbach, Neuss en Viersen).

Overige talen:
- Romani (0,1%)

## Grootste immigrantentalen
Immigrantentalen worden door 12,5 miljoen mensen met een migratie-achtergrond gesproken, waarvan 2,8 miljoen Turken en Koerden, 2,3 miljoen Arabieren en 0,74 miljoen Afrikanen. Russisch met 6% en Pools met 2,5% worden voornamelijk als eerste taal gesproken door immigranten met een Duitse of Joodse achtergrond uit de desbetreffende landen Polen, Rusland en Kazachstan. Zie Ruslandduitsers.
- Turks (3%)
- Italiaans
- Servo-Kroatisch
- Koerdisch (0,8%)
- Pools (2,5%)
- Russisch (6%)

## Vreemde talen
De belangrijkste vreemde (dat wil zeggen aangeleerde) talen in Duitsland zijn Engels, dat 51% van de bevolking enigermate zegt te spreken. Eveneens voornamelijk als tweede taal wordt Frans gesproken door 15%. 

Afrika · België · China · Comoren · Duitsland · Europa · Frankrijk · India · Indonesië · Israël · Luxemburg · Madagaskar · Mayotte · Namibië · Nederland · Réunion · Rusland · Spanje · Suriname · Taiwan · Verenigde Staten · Zuid-Afrika · Zwitserland